# Leon Grube
Leon Grube (* 11. Juni 2002) ist ein österreichischer Fußballspieler.

## Karriere
Grube begann seine Karriere beim SK Sturm Graz, bei dem er ab der Saison 2016/17 auch sämtliche Altersstufen in der Akademie durchlief. Im August 2020 debütierte er für die Amateure der Grazer in der Regionalliga. Für Sturm II kam er zu 30 Regionalligaeinsätzen, ehe er mit dem Team am Ende der Saison 2021/22 in die 2. Liga aufstieg.
Sein Zweitligadebüt gab er dann im Juli 2022, als er am ersten Spieltag der Saison 2022/23 gegen den SV Horn in der 22. Minute für Noah Eyawo eingewechselt wurde. Insgesamt kam er zu 48 Zweitligaeinsätzen für Sturm II. Nach der Saison 2023/24 verließ er die Grazer nach 15 Jahren.
Anschließend wechselte er im Sommer 2024 für ein Studium in die USA an das Savannah College of Art and Design, wo er für das College-Team SCAD Savannah Bees spielte.